# Eduard von Yrsch

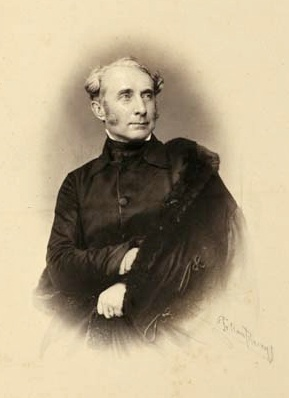
Graf Eduard von Yrsch, Foto von Franz Hanfstaengl

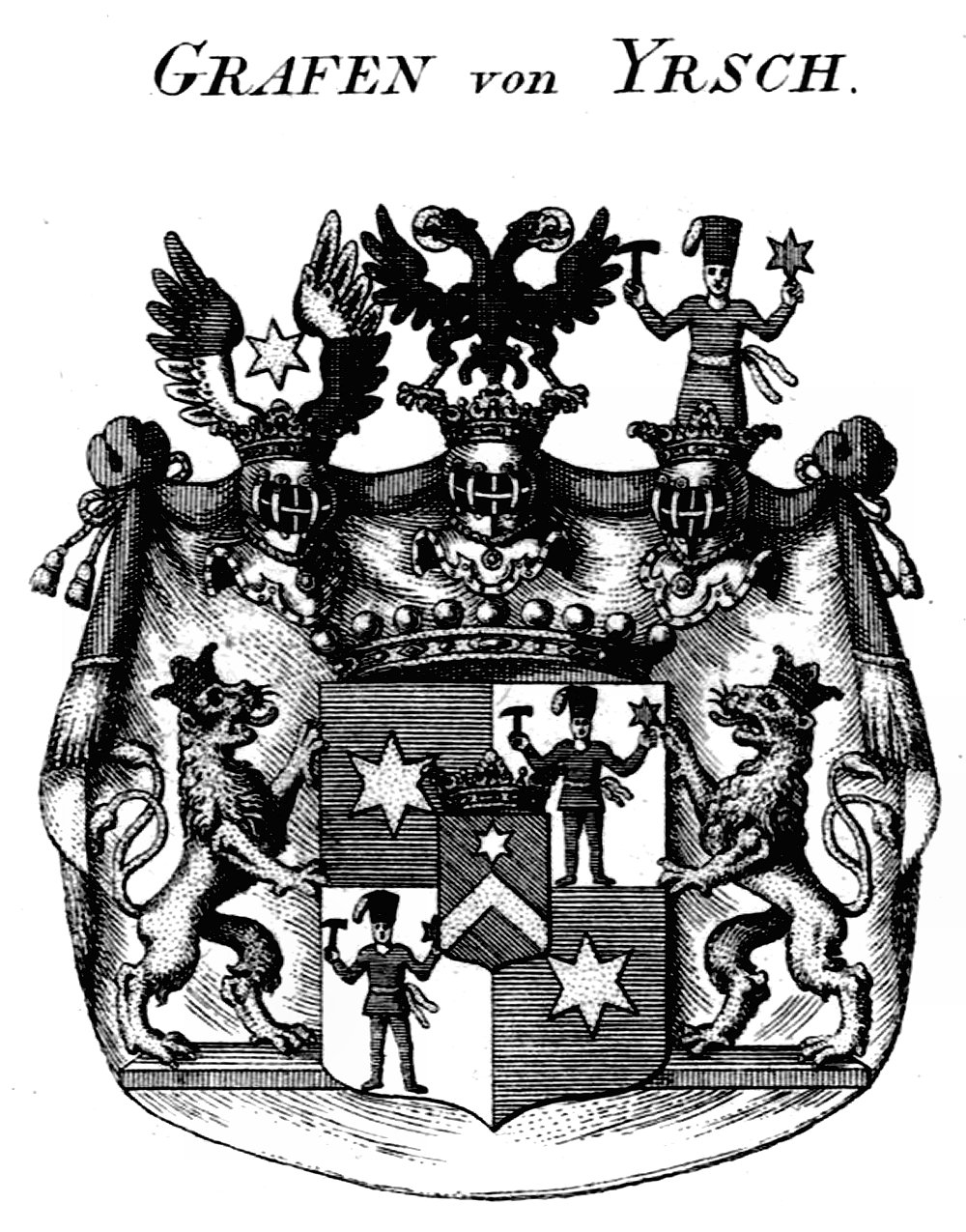
Wappen der Grafen von Yrsch

Reichsgraf Johann Nepomuk Eduard von Yrsch (* 7. Juli 1797 in München; † 9. März 1862 ebenda) war ein bayerischer Adeliger, Reichsrat, Theaterintendant und hoher Hofbeamter.

## Leben
Er stammte aus dem Geschlecht der Grafen von Yrsch und war der Sohn des Grafen Karl Theodor von Yrsch auf Gimpern, Hofgerichts- und Hofkammerrat in Mannheim bzw. München sowie dessen Gattin Maria Anna von Capris, Tochter des bayerischen Generalmajors Andreas Anton von Capris (1716–1776).
Eduard von Yrsch verbrachte seine Kindheit auf den Familienbesitzungen in Baden (vornehmlich auf Schloss Obergimpern) und besuchte im elsässischen Straßburg die Schule. Schließlich wurde er zum königlichen Pagen in München ernannt und absolvierte 1814 das (heutige) Wilhelmsgymnasium München. Anschließend studierte er bis 1818 Jura an der Universität Landshut.
Zunächst wirkte er am Landgericht München und wechselt dann als Assessor zur Regierung von Oberbayern. Yrsch wurde Kammerherr und Hofkavalier der Königin Karoline von Bayern; 1830 auch ihr Hofmarschall. Er begleitete sie auf vielen Reisen. Nach dem Tod der Königin, 1841, übernahm der Graf bis 1844 die Stelle des Hoftheater-Intendanten. Ab 1847 war er königlicher Oberzeremonienmeister und Hofmarschall von König Ludwig I. Das gleiche Amt versah Eduard von Yrsch bis 1856 bei König Max II. Er trat auf eigenen Wunsch in Pension und der Monarch ernannte ihn am 29. Dezember des Jahres zum lebenslangen Reichsrat der Krone Bayerns. 1844 hatte Graf von Yrsch den Familien-Fideikommiss Gut Freiham übernommen und beschäftigte sich intensiv mit der Verbesserung der dortigen Landwirtschaft. Er war katholisch und er sei sehr religiös und wohltätig gewesen.
1828 erhielt der Adelige das Ritterkreuz des Sächsischen Zivilverdienstordens, 1831 das Ritterkreuz des Verdienstordens der Bayerischen Krone, 1832 das Komturkreuz des badischen Orden vom Zähringer Löwen und 1840 das Großkreuz des russischen Sankt-Stanislaus-Ordens.
Er starb 1862, nach 12-tägigem Krankenlager, an Gehirntyphus und wurde auf dem Friedhof von Freiham beigesetzt.

## Familie
Graf Eduard von Yrsch heiratete 1832 Gräfin Maria von Kreith (1812–1894). Sie war später Palastdame am Königshof.
Aus der Ehe gingen die Söhne Carl Theodor Graf von Yrsch (1832–1899), Christian Graf von Yrsch (1844–1871) und Friedrich Graf von Yrsch (1837–1898) hervor; außerdem die Tochter Adelheid (* 1835), die den Rittmeister Otto Friedrich Gabriel von Magerl (1819–1865), Sohn des bayerischen Generalleutnants Friedrich Freiherr von Magerl (1785–1875) ehelichte. Christian von Yrsch fiel 1871, als Offizier im Deutsch-Französischen Krieg. Von den drei Söhnen hatte nur Friedrich Graf von Yrsch Nachkommen, nämlich eine Tochter und einen Sohn, der jedoch schon im Kindesalter starb. Mit dem Tod von Carl Theodor Graf von Yrsch (1899) erlosch diese Familienlinie (sogenannte ältere Linie der Grafen von Yrsch) im Mannesstamm.